# Neurois
Neurois là một chi bướm đêm thuộc họ Noctuidae.